# Xã Salt Creek, Quận Mason, Illinois
Xã Salt Creek (tiếng Anh: Salt Creek Township) là một xã thuộc quận Mason, tiểu bang Illinois, Hoa Kỳ. Năm 2010, dân số của xã này là 228 người.